# Pelargonium asarifolium
Pelargonium asarifolium là một loài thực vật có hoa trong họ Mỏ hạc. Loài này được (Sweet) D. Don mô tả khoa học đầu tiên.